# Capnophylla semibrunnea
Capnophylla semibrunnea är en fjärilsart som beskrevs av Paul Dognin 1908. Capnophylla semibrunnea ingår i släktet Capnophylla och familjen Uraniidae. Inga underarter finns listade i Catalogue of Life.